# Rokugō (Yamanashi)
Pour les articles homonymes, voir Rokugō.
Rokugō (六郷町, Rokugō-chō) est un ancien bourg de la préfecture de Yamanashi, ayant existé jusqu'au 1er octobre 2005, date de sa fusion avec les bourgs d'Ichikawadaimon et Mitama pour former le bourg d'Ichikawamisato. Il faisait partie du district de Nishiyatsushiro.

## Géographie

### Topographie et hydrographie
Située au sud-ouest de la préfecture, à l'extrémité ouest de son district, Rokugō est traversée par la rivière Fuji (富士川) à sa frontière occidentale avec l'ancien bourg de Nakatomi (中富町). Il se trouvait dans une région montagneuse tout près du bassin de Kōfu (ja).

### Villes limitrophes

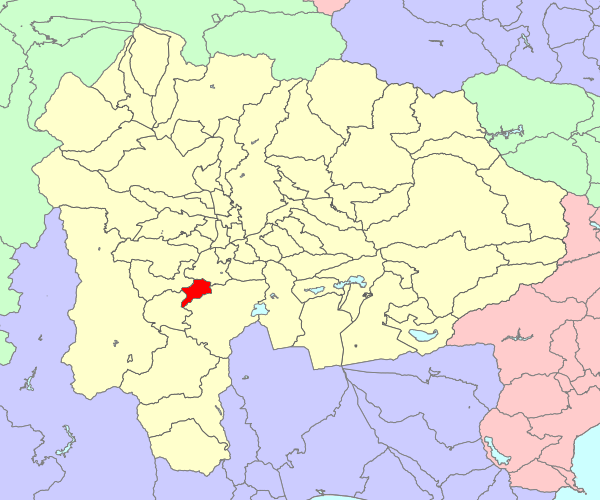
Localisation de Rokugō dans la préfecture de Yamanashi (tracés territoriaux du 1er octobre 2005).

Entités territoriales limitrophes à la date de la fusion du 1er octobre 2005. À sa fondation en 1951, Rokugō est entouré à partir du nord, dans le sens horaire, des villages de Daidō (ja) (大同村), Yamaho (ja) (山保村), Kunado (ja) (久那土村) et Kyōwa (ja) (共和村), tous quatre du même district de Nishiyatsushiro, et des villages de Shizukawa (ja) (静川村), Nishijima (ja) (西島村) et Gokai (ja) (五開村), tous trois du district voisin de Minamikoma.

## Histoire
L'actuel Rokugō aurait appartenu au canton de Kawai (川合郷), dans le comté de Yatsushiro (ja) (八代郡). Le pâturage d'Iwama (岩間牧) était un pâturage (ja) détenu par Fujiwara no Yorinaga (藤原 頼長), « ministre de la Gauche » pendant la période Heian, et a été confisqué par l'empereur Go-Shirakawa (後白河天皇) après la défaite de Yorinaga lors de la rébellion de Hōgen en 1156. Il passe alors de pâturage à terre domaniale, et en 1213 est donné au clan Iga (伊賀氏), qui a participé à la résolution de la rébellion de Wada (ja). Le clan Iga change son nom pour le clan Iwama (岩間氏).
À l'époque moderne, l'actuel bourg fait partie du comté de Yatsushiro, section Kawachi (河内), et plus tard fait partie avec 20 villages de la section de Higashikawachi (東河内, « Kawachi-est »), groupe d'Iwama (岩間組). Tous les villages sont passés du contrôle direct du shogunat à celui du domaine de Kōfu (甲府藩), puis à nouveau à celui du shogunat en 1724, lorsque l'ensemble de la province de Kai est devenue sous contrôle du shogunat. Le territoire de l'actuel Rokugō passe alors de la magistrature de Kamiiida (上飯田代官) à celle d'Ichikawadaimon (市川代官), excepté pour le village d'Ochii, transféré en 1746 sous contrôle direct de la branche Tayasu (ja) (田安徳川家) du clan Tokugawa.
La région de Kawachi est une région montagneuse pauvre en terres arables. Dans le bourg, le riz et le blé étaient cultivés sur les quelques terres arables situées le long des rivières Fuji, Yamada (山田川) et Tsururasawa (葛籠沢川). À Iwama, on y trouvait le relais d'Iwama (岩間宿), successeur du relais Tenma (伝間宿) du clan Takeda, et qui est devenu à l'époque moderne une auberge sur la route de Kawachi, le Sunshū Ōkan (ja). Une route secondaire se séparait à l'est du relais d'Iwama, le chemin de Kawachi-est (東河内路). À son apogée, plusieurs entreprises liées au transport y étaient localisée, mais après l'ère Meiji, avec la mécanisation du transport, le relais a perdu de l'importance. Le bourg s'est alors tourné vers la production de sceaux et d'étampes.
Rokugō est créé le 1er avril 1951 par la fusion de six villages, d'où le nom « Rokugō », qui signifie « six (六) villages (郷) ». Ils s'agit des villages d'Iwama (ja) (岩間村), Kusuho (ja) (楠甫村), Tsuzurasawa (ja) (葛籠沢村), Kamogaritsumugi (ja) (鴨狩津向村) et Ochii (ja) (落居村). Trois ans plus tard, Rokugō est promu de village en bourg.
Le 16 juillet 2005, après des ententes avec les bourgs voisins, une procédure de fusion est approuvée par l'assemblée préfectorale. Le 24 août, une notice officielle de fusion est publiée dans le journal local. Le 1er octobre 2005, Ichikawadaimon fusionne avec les bourgs voisins de Rokugō (六郷町) et Mitama (三珠町), tous deux du district de Nishiyatsushiro, pour former le bourg d'Ichikawamisato (市川三郷町), qui reprend les kanji « Ichikawa (市川) » d'Ichikawadaimon, « mi (三) » de Mitama et « sato (郷) » de Rokugō.

## Transports
Le bourg était traversé par la ligne Minobu de la JR Central, aux gares d'Ochii (ja) (落居駅) et de Kai-Iwama (ja) (甲斐岩間駅).

## Culture locale et patrimoine
Le bourg est pionnier dans la fabrication du sceau, avec notamment l'introduction de sceau à base de bouleau de Schmidt (en).

## Personnes notables
- Tsumugi no Bunkichi (ja) (津向文吉, Tsumugi no Bunkichi?, 1810-1883), joueur professionnel itinérant de l'époque d'Edo.